# 水野雄仁
水野 雄仁（みずの かつひと、1965年9月3日 - ）は、徳島県阿南市出身の元プロ野球選手（投手、右投右打）・コーチ、野球解説者（所属事務所：有限会社オフィスウィン）。2021年以降は読売ジャイアンツのスカウトなどのフロント業務に携わっている。

## 経歴

### 高校時代まで
1965年9月、阿南市宝田町の餡屋の息子として生まれる。1972年7月、阿南市立宝田小学校1年時に、少年野球チーム・宝田ダックスに入部。1976年、小学5年時から投手になる。阿南市立阿南第一中学校卒業。
徳島県立池田高等学校時代は、1982年・1983年夏の全国高等学校野球選手権大会、1983年春の選抜高等学校野球大会と3季連続で甲子園大会に出場。1982年夏・1983年春における史上4校目の「夏春連覇」、1983年夏のベスト4進出の中心選手として活躍した。1983年春・夏はエース・4番として出場、その風貌も相まって、「阿波の金太郎」とも呼ばれていた。
1982年夏の選手権では左翼手として出場、中軸を打ち、優勝に貢献した。荒木大輔を擁する早稲田実業学校との準々決勝では、終盤に満塁本塁打を放った。この試合で甲子園初登板も果している。翌1983年春は公式戦全完投及び完封勝利を挙げエラーによる失点はあったものの自責点は0点だった。夏は史上初の夏春夏の3連覇を目指して、第65回選手権大会に出場。準々決勝の中京戦での野中徹博との投手戦は、1980年代を代表する好ゲームとしてファンに記憶されている。準決勝では1年生桑田真澄・清原和博のKKコンビ率いるPL学園に0対7で敗退。清原からは4三振を奪うも、桑田には左翼スタンドへの特大の本塁打を喫している（このときの桑田の本塁打が水野の甲子園での初被弾である）。

### 現役時代
1983年度ドラフト会議にて読売ジャイアンツから1位指名を受けて入団。背番号は「31」となり、現役時代には背番号の変化はないままだった。1年目に一軍デビューするが、2年目はキャンプ前日に先輩のスーツケースを持ち上げた際に肩を痛めてしまい、棒に振ってしまった。
1986年には一軍に定着して8勝を記録。
1987年には10勝を挙げ、王監督初のリーグ優勝に貢献した。
1988年は、開幕直後はリリーフだったが、西本の離脱により先発に回る。7月15日時点で5勝1敗1S、防御率2.23と好調で、同日発表されたオールスターゲームの監督推薦で初出場を果たす。そのオールスターでは、東京ドームで開催された第3戦で延長12回に代打として登場し、サヨナラ犠牲フライを放っている。しかし、その後のシーズンは精彩を欠き1勝しか上積みできなかった。
藤田元司、長嶋茂雄両監督時代は中継ぎ、抑えとして活躍。特に藤田監督時代は、先発完投主義の中で希少なリリーフエースとして孤軍奮闘した。しかし、2年目の肩の故障や9年目には右肘の遊離軟骨で苦しむなど常に怪我との戦いで1996年限りで一度引退。

### 現役引退後
1997年にはフジテレビ・スポーツ報知の野球解説者を務めた。同年秋、メジャーリーグでの現役復帰を目指して、ドミニカのウィンターリーグに参加し、日本人初の勝利投手となった。「現役時代の球速を少しずつ取り戻しつつある」などと言われもした。翌1998年、サンディエゴ・パドレスのスプリング・キャンプに参加したがメジャー昇格はならず、正式に現役引退を表明し、帰国。
その後は再びフジテレビ・ニッポン放送・スポーツ報知の野球解説者を務めた後、1999年、巨人に一軍投手コーチとして3年ぶりに復帰し、2001年退団。同郷の條辺剛に飛躍するきっかけとなったフォークボールを教えた。以後は日本テレビ・ラジオ日本・スポーツ報知野球解説者。RFラジオ日本で月曜夜8時から放送の『水野雄仁のGスタジアム』のMCを担当していた。
2007年より静岡県セイブ自動車学校のCMに出演している（静岡及び東海地区ローカル）。父親が静岡県出身で、さらに叔父が同校の教官（2016年現在、顧問）をしていることから起用された（CMでは「おじさん」と共演している）。2009年には第24回地方CM大賞に選ばれた。
2018年8月11日、第100回全国高等学校野球選手権記念大会の第7日目、レジェンド始球式へ久々に阪神甲子園球場のマウンドに登場した。
2018年10月22日、2019年から巨人の一軍投手コーチに就任することが発表された。2001年に退任して以来18年ぶりの巨人復帰となる。試合時はブルペンを担当する。2020年シーズンは、巡回投手コーチと兼務してスカウトとしても活動。2021年からはスカウト部参与としてスカウト活動に専念。10月7日付でスカウト部長に就任。2024年9月10日付で編成副本部長アマチュア担当兼スカウト部長 → 編成本部長代理スカウト担当兼スカウト部長に人事変更が決定した。

## 人物
- 池田高校で優勝した際にはテレビで同校の特集番組が組まれた。当時の蔦文也監督の指導により、選手の上半身強化が徹底されていたこともあり水野が重いバーベルを軽々と持ち上げ、後輩に「これぐらい持てんとホームラン打てへん」と豪語したり、練習終了後は近所のドライブインで、牛ステーキ、豚カツ食べ放題と言い放ったりという姿が放送された。
- 水野は池田野球について以下のようにインタビューで答えている。池田の練習は毎日授業を終えた15時から3時間、みっちりバッティング練習をして、残り30分だけノック（守備練習）。キャッチボールする時間は無駄だ、とウォーミングアップもしないで、いきなりフリーバッティングが始まり、守りに付いた野手が一塁へ投げて肩を作れ、と。また「当時は金属バットが導入されて8年目ぐらいの頃で、ウェイトトレーニングを取り入れている学校はあまりなかったと思いますが、僕らは積極的に取り入れて打撃を強化していました。特に冬場はよくやりました。また毎日、野球部寮の裏手にある後援会副会長が営むレストランで、当たり前のように食べたいだけ肉を食べさせてもらっていました[11]。それで良質な筋肉が作られていったと思います。蔦さんはいろんなことにチャレンジする監督で、ちょうど地元の企業だった大塚製薬がポカリスエットを販売し始めた頃で、僕らはモデル校みたいな感じで練習中にポカリスエットや試供品のカロリーメイトを体にいいからと飲まされていました[11]。バットに関しては、社会人野球のチームだったと思うんですが『凄く打球音がよくて飛ぶバットだ』ということでいち早くゼットパワーを取り入れて、結果的に強力打線を生み出しました」[12]。
- 第64回大会での全国制覇については「決勝で昔ながらの緻密な野球をする広島商業を相手に12-2の大勝だったので、余計にみなさんは『強打・池田』の印象を強くし「新しい時代の流れを感じた」とよく言ってくれます」。早稲田実業戦については「池田の紅白戦は畠山準さんと僕が投げていたのでチームメイトも荒木大輔さんのストレートが速いと感じなかったはずです。僕は畠山さんを目標として努力していただけに、荒木さんより畠山さんの評価が低いというのが、どうしても許せなかった」。
- 第65回大会については「3回戦の広島商業戦で頭にデッドボールを食らって、その後はあまり覚えていないんです。準決勝の相手PL学園は完全にノーマークで、ここは流して、いざ決勝という慢心があった。でも今考えれば、いい相手に負けましたよ。野球の神様が流れを作っているんだろうとすごく感じた。KKコンビのPL学園が勝ち続けたことによって、より池田の輝きは増したと思いますから」「高校を卒業して四半世紀以上が経つというのに甲子園関連の取材がない年はありません。改めて池田はそれだけ強い印象を残したチームだったんだなあと思うんです」などと話している[12]。また、先にPL学園戦に負けたのは、広島商戦で受けた死球の影響がピークに達していたからではとの見方が強かったが、本人は後年「中1日の中京戦では1失点完投だったから影響はなかったと思う。PL戦に関しては、気のゆるみもあり準備ができていなかったのかもしれません。マークしていた清原は、4打数4三振に抑えていますしね。」[13]と決して死球のせいではないと振り返っている。
- 現役時代の1985年に門限過ぎの飲酒を『フォーカス』に掲載された。故障療養中でしかも未成年の時点での不祥事ということもあり、謹慎処分を受けた。この時に槙原寛己は何度か「おーい、生きてるか？」と茶化した。また、寮の非常階段に有刺鉄線が張られたのは水野らの夜遊びの度が過ぎたのが主な原因だったのだが、その水野が自らファンを装って「巨人軍は火事があったら大変だ」と消防署に電話したために有刺鉄線は撤去されたと槙原は語っている[14]。
- 若手時代の水野はイタズラ好きで、先輩の定岡正二の肘をガンガン叩いたことがあった[15]
- 入団当初はワールドペガサスの用具を使用していたが、のちに名字と同じミズノに替えている。
- 1990年5月24日のナゴヤ球場での対中日ドラゴンズ戦で槙原がバンス・ローに頭部付近投球を与えたことが発端で乱闘になった。水野は乱闘に割って入った際、当時中日の監督であった星野仙一の張り手で顔面を殴打されている。ちなみにこの乱闘では、中日側のベニー・ディステファーノ1人が暴力行為により退場処分を受けた。
- 投手コーチ時代、年上の現役選手工藤公康からは「水野ちゃん」と呼ばれていた。同じく年上の槙原は茶化す意味でワザと「水野コーチ」と呼んでいた。
- 解説等での一人称は主に「私（わたし）」を用いる。また、「投げれる」といった"ら抜け言葉"を多用する傾向にある。
- 解説者としては、引退間もない頃のフジテレビ・ニッポン放送時代はやや控えめだったが、指導者経験を経た日本テレビ・RFラジオ日本では比較的厳しいコメントをすることが多く、2015年4月5日の巨人阪神戦で、一緒に試合中継を担当した日本テレビの辻岡義堂アナウンサーが、阿部慎之助の入団年度やタイトル獲得の回数、野球の国際大会におけるルールの違いなど、勘違いなどで誤実況を連発したが、その際水野は試合中継の最中であったにもかかわらず辻岡アナウンサーを痛烈に批判した[16]。それ以外にも、ミスをした選手などを「努力不足」「勝つという意識が足りない」と批判することもある。
- 甥（姉の息子）は日本テレビアナウンサーの梅澤廉[17][18]。
- 投手でありながら本塁打を放ったことがあるようにバッティングも優れていたとされ、二宮清純からも評価されていた[19]。

## 詳細情報

### 年度別投手成績
| 年 度      | 球 団      | 登 板 | 先 発 | 完 投 | 完 封 | 無 四 球 | 勝 利 | 敗 戦 | セ 丨 ブ | ホ 丨 ル ド | 勝 率 | 打 者 | 投 球 回 | 被 安 打 | 被 本 塁 打 | 与 四 球 | 敬 遠 | 与 死 球 | 奪 三 振 | 暴 投 | ボ 丨 ク | 失 点 | 自 責 点 | 防 御 率 | W H I P |
| ---------- | ---------- | ----- | ----- | ----- | ----- | -------- | ----- | ----- | -------- | ----------- | ----- | ----- | -------- | -------- | ----------- | -------- | ----- | -------- | -------- | ----- | -------- | ----- | -------- | -------- | ------- |
| 1984       | 巨人       | 7     | 0     | 0     | 0     | 0        | 0     | 0     | 0        | --          | ----  | 55    | 10.2     | 15       | 2           | 9        | 0     | 0        | 9        | 0     | 0        | 8     | 8        | 6.75     | 2.25    |
| 1986       | 巨人       | 26    | 16    | 2     | 0     | 1        | 8     | 6     | 1        | --          | .571  | 436   | 100.1    | 100      | 10          | 40       | 8     | 2        | 95       | 5     | 0        | 43    | 40       | 3.59     | 1.40    |
| 1987       | 巨人       | 24    | 16    | 2     | 1     | 1        | 10    | 4     | 0        | --          | .714  | 428   | 107.0    | 98       | 12          | 20       | 1     | 1        | 82       | 4     | 0        | 40    | 31       | 2.61     | 1.10    |
| 1988       | 巨人       | 23    | 18    | 3     | 1     | 0        | 6     | 6     | 1        | --          | .500  | 488   | 117.0    | 108      | 11          | 35       | 7     | 4        | 89       | 1     | 0        | 46    | 42       | 3.23     | 1.22    |
| 1989       | 巨人       | 15    | 8     | 0     | 0     | 0        | 2     | 5     | 1        | --          | .286  | 251   | 63.1     | 50       | 6           | 14       | 0     | 3        | 57       | 1     | 0        | 25    | 24       | 3.41     | 1.01    |
| 1990       | 巨人       | 34    | 1     | 0     | 0     | 0        | 2     | 2     | 11       | --          | .500  | 263   | 68.2     | 46       | 2           | 14       | 3     | 2        | 64       | 0     | 0        | 16    | 15       | 1.97     | 0.87    |
| 1991       | 巨人       | 31    | 0     | 0     | 0     | 0        | 5     | 2     | 3        | --          | .714  | 191   | 50.1     | 40       | 6           | 8        | 3     | 1        | 30       | 0     | 0        | 14    | 12       | 2.15     | 0.95    |
| 1993       | 巨人       | 43    | 0     | 0     | 0     | 0        | 1     | 1     | 0        | --          | .500  | 239   | 60.2     | 53       | 1           | 14       | 0     | 0        | 36       | 3     | 0        | 22    | 19       | 2.82     | 1.10    |
| 1994       | 巨人       | 27    | 0     | 0     | 0     | 0        | 1     | 2     | 0        | --          | .333  | 151   | 35.2     | 40       | 4           | 10       | 3     | 0        | 22       | 1     | 0        | 21    | 20       | 5.05     | 1.40    |
| 1995       | 巨人       | 25    | 0     | 0     | 0     | 0        | 2     | 1     | 0        | --          | .667  | 138   | 32.0     | 24       | 3           | 18       | 1     | 2        | 28       | 3     | 1        | 14    | 11       | 3.09     | 1.31    |
| 1996       | 巨人       | 10    | 0     | 0     | 0     | 0        | 2     | 0     | 0        | --          | 1.000 | 57    | 14.1     | 9        | 1           | 7        | 1     | 0        | 7        | 0     | 0        | 5     | 5        | 3.14     | 1.12    |
| 通算：11年 | 通算：11年 | 265   | 59    | 7     | 2     | 2        | 39    | 29    | 17       | --          | .574  | 2697  | 660.0    | 583      | 58          | 189      | 27    | 15       | 519      | 18    | 1        | 254   | 227      | 3.10     | 1.17    |

### 記録
初記録
- 初登板：1984年5月22日、対阪神タイガース10回戦（後楽園球場）、8回表に3番手で救援登板、1回無失点
- 初奪三振：同上、8回表に渡辺長助から
- 初先発登板：1986年5月18日、対ヤクルトスワローズ7回戦（後楽園球場）、5回1/3を2失点で敗戦投手
- 初勝利・初先発勝利：1986年5月25日、対中日ドラゴンズ7回戦（ナゴヤ球場）、7回1失点
- 初完投勝利：1986年6月21日、対横浜大洋ホエールズ13回戦（横浜スタジアム）、9回2失点
- 初セーブ：1986年7月26日、対中日ドラゴンズ17回戦（ナゴヤ球場）、10回裏二死に8番手で救援登板・完了、1/3回無失点
- 初完封勝利：1987年10月12日、対広島東洋カープ25回戦（広島市民球場）
- 初本塁打：1987年5月30日、対阪神タイガース8回戦（後楽園球場）、池田親興からソロ

その他の記録
- オールスターゲーム出場：1回（1988年）

### 背番号
- 31（1984年 - 1996年）
- 71（1999年 - 2001年、2019年 - 2020年）

## 関連情報

### 出演番組
- Fun!BASEBALL!!（日本テレビ系野球中継のタイトル）
- 水野雄仁のGスタジアム（ラジオ日本）
- ラジオ日本ジャイアンツナイター
- プロ野球中継（フジテレビ系）
- プロ野球ニュース（同上）
- ニッポン放送ショウアップナイター
- ネプリーグ (フジテレビ)

### CM出演
- 静岡県セイブ自動車学校（静岡県浜松市）[20]

### 映画
- 蔦監督―高校野球を変えた男の真実―（2016年4月9日公開、ニコニコフィルム）

## 著書
- 「友情 オレと仲間のジャイアンツ・グラフィティ」（1997年、ザ・マサダ） ISBN 978-4-915977-41-1[21]